# Asparagus ferganensis
Asparagus ferganensis — вид рослин із родини холодкових (Asparagaceae).

## Середовище проживання
Ареал: Киргизстан, Таджикистан, Узбекистан.